# František Šebej
František Šebej (* 11. května 1947 Bratislava) je slovenský psycholog, novinář, karatista a politik, po sametové revoluci československý poslanec Sněmovny národů Federálního shromáždění za Verejnosť proti násiliu, později za ODÚ-VPN, od 90. let přední politik pravicových stran DS a SDK, počátkem 21. století spoluzakladatel Občanské konzervativní strany, později člen strany Most-Híd, opakovaně volen za poslance Národní rady SR.

## Biografie
Roku 1966 složil maturitu na elektrotechnické průmyslovce v Bratislavě. V letech 1966-1971 vystudoval psychologii na Univerzitě Komenského v Bratislavě a na této škole potom přednášel (nejprve na Neurochirurgické klinice Lékařské fakulty Univerzity Komenského, pak v Ústavu humánní bioklimatologie Lékařské fakulty). Působil jako psycholog, psychologický výzkumník, pedagog a novinář. V letech 1990–1992 byl členem předsednictva Slovenské akademie věd a ředitelem Kabinetu výzkumu sociální a biologické komunikace, který roku 1990 spoluzakládal. V roce 1995 se uvádí jako prezident Společnosti makroekonomických a sociálních analýz a pedagog na Trnavské univerzitě.
Po volbách v roce 1990 zasedl za VPN do slovenské části Sněmovny národů (volební obvod Bratislava). V roce 1991 v souvislosti s rozkladem VPN přestoupil do poslaneckého klubu jedné z nástupnických formací ODÚ-VPN. Ve Federálním shromáždění setrval do voleb v roce 1992. Byl předsedou zahraničního výboru sněmovny. Vedl též delegaci FS v Radě Evropy a v Severoatlantickém shromáždění. Počátkem 90. let patřil mezi hlavní politiky ODÚ-VPN.
Politicky se angažoval i po vzniku samostatné Slovenské republiky. V 90. letech byl členem a místopředsedou Demokratické strany. V Parlamentní volby v roce 1998 byl zvolen poslancem Národní rady SR za SDK (účelová předvolební koalice, do níž před volbami roku 1998 přistoupily některé středopravicové politické strany včetně DS). Byl předsedou výboru pro evropskou integraci. V parlamentu zasedal do roku 2002. V roce 2001 zastával post předsedy DS. Poté, co se ale ještě během roku 2001 předsedou Demokratické strany stal Ľudovít Kaník, Šebej DS opustil a téhož roku spoluzakládal Občanskou konzervativní stranu. Dlouhodobě pak působil jako její místopředseda. Po roce 2002, kdy dočasně odešel z vrcholné politiky, pracoval v letech 2002-2004 jako novinář a publicista, později coby šéfredaktor týdeníku Domino. V letech 2004-2010 byl redaktorem týdeníku Týždeň.
V parlamentních volbách v roce 2010 byl zvolen do Národní rady SR na kandidátní listině strany Most-Híd, ovšem jako člen OKS, jíž Most-Híd poskytla několik míst na kandidátní listině. Stal se předsedou zahraničního výboru. V říjnu 2011 po hlasování o eurovalu na Slovensku (kvůli kterému padla vláda Ivety Radičové) se vzdal funkce místopředsedy OKS a stranu opustil. Na rozdíl od svých stranických poslaneckých kolegů totiž euroval podpořil. Počátkem 21. století byl volen za OKS též zastupitelem za Bratislavský kraj a zastupitelem městské části Bratislava-Petržalka.
V předčasných parlamentních volbách v roce 2012 kandidoval za Most-Híd jako nestraník na její kandidátce, a byl zvolen do Národní rady SR. V květnu 2012 se stal členem strany Most-Híd. Po volbách v roce 2016 se stal znovu poslancem parlamentu; svého mandátu se vzdal v březnu 2018 v reakci na politickou krizi po vraždě novináře Jána Kuciaka.
Více než 40 let se věnuje karate a patří mezi zakladatele tohoto sportu na Slovensku. Byl trenérem československé karatistické reprezentace. Je držitelem 8. danu v karate a 3. danu kobudo. Publikuje knihy o těchto sportech.